# Ghent Goblins
Ghent Goblins is een Belgische lacrosseclub uit Gent opgericht in 2009. De club is bij de BLF (Belgian Lacrosse Federation) aangesloten. Sinds 2011 heeft de club ook een volwaardig vrouwenteam, de Ghent Gazelles.

## Geschiedenis
De club werd opgericht op 2 augustus 2009, als tweede lacrosseclub in België. De club ontstond op initiatief van Jan Van Cauwenberge, Octavian Susnea, Jan De Vriendt en Tom Rasquin, toenmalige spelers van de Red Rhinos.
De statuten van de Ghent Goblins werden gepubliceerd in de bijlagen van het Belgisch Staatsblad op 9 september 2009, hierdoor werd de club een VZW.
In 2009 namen de Ghent Goblins het in de allereerste Belgian Lacrosse Cup op tegen de Red Rhinos. Zowel de heen- als terugwedstrijd werd echter verloren.
Omdat er in België nog te weinig teams bestonden om een eigen competitie op te richten, trad de ploeg in 2010 aan in de Nederlandse derde divisie (DNLL3). De play-offs werden bereikt, maar daarin werd eerst verloren tegen de Red Rhinos en vervolgens tegen de Dodgers United, zodat de ploeg op een vierde plaats eindigde. In het najaar werd de tweede editie van de Belgian Lacrosse Cup georganiseerd met 5 ploegen deze keer. Ghent Goblins verloor in de halve finale van het Franse Lille Spartiates, maar veroverde toch het brons in de kleine finale tegen Buggenhout Brewers.
In 2011 werd de eerste editie van de Belgian Lacrosse League georganiseerd met 6 ploegen. Ghent Goblins eindigde ook hier derde na de Red Rhinos en de Lille Spartiates. In de Belgian Lacrosse Cup werd opnieuw de halve finales bereikt. Deze keer strandde de ploeg tegen Red Rhinos die wederom te sterk bleken. In de kleine finale haalden de Goblins opnieuw brons, door voor het eerst Lille Spartiates te verslaan.
In 2014 werden de Goblins voor het eerst in hun geschiedenis kampioen. Op hun thuisveld in Gent (RUSS stadion) versloegen ze hun rechtstreekse concurrent voor de titel, Braine Lions, op de slotspeeldag 7-5. 2015 werd een grote teleurstelling. Voor het eerst waren er na het reguliere seizoen play-offs. Ghent Lacrosse organiseerde deze zelf, en de Goblins behaalden ook de finale. Er werd echter 6-4 verloren tegen nieuwe club Brussels Beavers. In 2016 waren de Goblins echter opnieuw de beste, en haalden ze het in de finale van de play-offs van grote favoriet Braine Lions.
Na enkele jaren van droogte beleefden de Goblins opnieuw een gloriejaar in 2023. Ze domineerden het hele seizoen en moesten maar 1 nederlaag slikken. Tijdens het reguliere seizoen verloren ze thuis tegen Braine Lions. In de finale van de play-offs namen ze op indrukwekkende wijze revanche en versloegen ze hun eeuwige rivaal 16-9 in een waar doelpuntenfestival.

## Resultaten
| Jaar | Belgische Competitie | Belgische Beker | Ken Galluccio Cup |
| ---- | -------------------- | --------------- | ----------------- |
| 2009 | -                    | 2e              | -                 |
| 2010 | 4e                   | 3e              | -                 |
| 2011 | 3e                   | 3e              | -                 |
| 2012 | 4e                   | 5e              | -                 |
| 2013 | 2e                   | 5e              | -                 |
| 2014 | 1e                   | -               | 11e               |
| 2015 | 2e                   | -               | -                 |
| 2016 | 1e                   | -               | 11e               |
| 2017 | 4e                   | -               | -                 |
| 2018 | 3e                   | -               | -                 |
| 2019 | 2e                   | 2e              | -                 |
| 2020 | -                    | -               | -                 |
| 2021 | -                    | -               | -                 |
| 2022 | 3e                   | -               | -                 |
| 2023 | 1e                   | -               | 8e                |
| 2024 | 1e                   | -               | -                 |
| 2025 | 1e                   | -               | -                 |

### Wedstrijdrecords
| Plaats | Land            | Speler                       | Periode(s) bij de club | Wedstrijden |
| ------ | --------------- | ---------------------------- | ---------------------- | ----------- |
| 1      | Vlag van België | Jan Van Cauwenberge          | 2009 – 2023            | 144         |
| 2      | Vlag van België | Alexandre Joos de ter Beerst | 2010 – 2020            | 121         |
| 3      | Vlag van België | Simon De Vos                 | 2011 – 2020            | 116         |
| 4      | Vlag van België | Dieter Van der Hallen        | 2009 – 2020            | 109         |
| 4      | Vlag van België | Pieter Jan Baert             | 2013 – ...             | 109         |
| 6      | Vlag van België | Thibault Stepman             | 2012 – ...             | 100         |
| 7      | Vlag van België | Emile Drijvers               | 2014 – ...             | 93          |
| 8      | Vlag van België | Xavier Schietse              | 2010 – 2017            | 90          |
| 8      | Vlag van België | Wibo Werbrouck               | 2010 – ...             | 90          |
| 10     | Vlag van België | Mathieu Verpaele             | 2011 – ...             | 89          |
| 10     | Vlag van België | Jeroen D'haemer              | 2015 – ...             | 89          |

### Puntenrecords
| Plaats | Land            | Speler                       | Periode(s) bij de club | Wedstrijden | Goals | Assists | Punten |
| ------ | --------------- | ---------------------------- | ---------------------- | ----------- | ----- | ------- | ------ |
| 1      | Vlag van België | Felix De Can                 | 2009 – 2017            | 76          | 183   | 65      | 248    |
| 2      | Vlag van België | Emile Drijvers               | 2014 – ...             | 93          | 153   | 93      | 246    |
| 3      | Vlag van België | Thibault Stepman             | 2013 – ...             | 100         | 165   | 50      | 215    |
| 4      | Vlag van België | Alexandre Joos de ter Beerst | 2010 – 2020            | 121         | 151   | 46      | 197    |
| 5      | Vlag van België | Pieter Jan Baert             | 2015 – ...             | 109         | 93    | 53      | 146    |
| 6      | Vlag van België | Jan Van Cauwenberge          | 2009 – 2023            | 144         | 85    | 54      | 139    |
| 7      | Vlag van België | Pieter Schacht               | 2015 – ...             | 69          | 88    | 48      | 136    |
| 8      | Vlag van België | Pieter De Baets              | 2010 – 2017            | 70          | 84    | 40      | 124    |
| 9      | Vlag van België | Dieter Van der Hallen        | 2009 – 2020            | 109         | 73    | 51      | 124    |
| 10     | Vlag van België | Matias Vandaele              | 2015 – ...             | 74          | 62    | 38      | 100    |

## Goblin Games
In 2011 en 2012 organiseert de Ghent Goblins een internationaal tornooi, de Goblin Games. Dit event vindt plaats op de terreinen van de Blaarmeersen in thuisstad Gent. Hier nemen zowel mannen- als vrouwenteams aan deel. De eerste editie werd gewonnen door Red Rhinos bij de mannen en La Révolution (Parijs) bij de vrouwen. In 2012 wonnen zowel bij de mannen als de vrouwen het Pick-up team, die voornamelijk uit Nederlandse spelers bestonden. Nadat Gent in 2012 werd gekozen om de Ken Galluccio Cup te organiseren, het officiële Europese Clubkampioenschap, werden de Goblin Games gediscontinueerd.

## Ken Galluccio Cup
De Ken Galluccio Cup (KGC) is het officiële Europese Clubkampioenschap. Ghent Goblins nam hier al 3 keer aan deel als kampioen. Vanaf 2013 organiseerde Ghent Lacrosse het Europees Clubkampioenschap zelf, op de velden van de Blaarmeersen. De Goblins werden in hun eerste twee deelnames telkens 11e op 12 deelnemende teams. In 2014 versloegen ze het Franse Hainaut Haveurs uit Valenciennes, in 2016 versloegen ze Kosynierzy Wrocław uit Polen om zo telkens de laatste plaats te ontlopen. In 2023, toen het toernooi in Barcelona werd georganiseerd werden de Goblins 8e op 9 teams door in hun laatste match het Italiaanse Bologna Sharks te verslaan.

### Puntenrecords
| Plaats | Land            | Speler              | Deelnames | Wedstrijden | Goals | Assists | Punten |
| ------ | --------------- | ------------------- | --------- | ----------- | ----- | ------- | ------ |
| 1      | Vlag van België | Emile Drijvers      | 2         | 11          | 6     | 0       | 6      |
| 1      | Vlag van België | Jan D'Huyvetter     | 1         | 6           | 5     | 1       | 6      |
| 3      | Vlag van België | Thibault Stepman    | 2         | 10          | 5     | 0       | 5      |
| 4      | Vlag van België | Samai Valdivieso    | 1         | 6           | 0     | 3       | 3      |
| 5      | Vlag van België | Romain Deharre      | 1         | 5           | 2     | 0       | 2      |
| 5      | Vlag van België | Alexander De Vulder | 1         | 6           | 2     | 0       | 2      |
| 5      | Vlag van België | Pieter Schacht      | 1         | 4           | 1     | 1       | 2      |
| 5      | Vlag van België | Thibault Decoene    | 1         | 5           | 1     | 1       | 2      |
| 5      | Vlag van België | Matias Vandaele     | 1         | 6           | 0     | 2       | 2      |

## Belgische internationals
- Emile Drijvers (2012, 2014[10], 2016, 2018, 2022)
- Thibault Stepman (2016, 2018, 2022)
- Pieter Jan Baert (2016, 2018, 2022)
- Mathieu Verpaele (2014, 2016, 2018)
- Xavier Schietse (2012, 2014)
- Loïc Van Laere (2012, 2014)
- Simon De Vos (2014, 2016)
- Jan Van Cauwenberge (2012)
- Hannes Van den Bossche (2012)
- Jan De Vriendt (2012)
- Jan D'Huyvetter (2022)